# 2-es busz (Edelény)
Az edelényi 2-es jelzésű autóbusz az Autóbusz-állomásról az Edelény alsó (régebben Finke) vasúti megállóhelyre közlekedett, amelyet a Borsod Volán Zrt. üzemeltetett munkanapokon.

## Útvonala
| Autóbusz-állomás ➝ Edelény alsó |
| ------------------------------- |
| Miklós Gyula út ➝ Finkei út     |

## Közlekedése
| Útvonal                         | Indításszám | Közlekedési rend          |
| ------------------------------- | ----------- | ------------------------- |
| Autóbusz-állomás ➝ Edelény alsó | 1 oda       | tanítási napokon          |
| Autóbusz-állomás ➝ Edelény alsó | 2 oda       | tanszünetben munkanapokon |

## Megállóhelyei
| 0 | Autóbusz-állomás végállomás                | 0.0 km | 0 |
| 1 | KIG telep                                  | 0.9 km | 2 |
| 2 | Finke, szövetkezeti bolt                   | 1.7 km | 4 |
| 3 | Edelény alsó vasúti megállóhely végállomás | 2.8 km | 7 |